# پتر روس
پتر روس (انگلیسی: Peter Roes؛ زادهٔ ۴ مهٔ ۱۹۶۴) دوچرخه‌سوار اهل بلژیک است.